# Leucauge dromedaria
Leucauge dromedaria este o specie de păianjeni din genul Leucauge, familia Tetragnathidae. A fost descrisă pentru prima dată de Thorell, 1881. Conform Catalogue of Life specia Leucauge dromedaria nu are subspecii cunoscute.